# Solidaris West-Vlaanderen
Solidaris West-Vlaanderen, tot 2022 Bond Moyson West-Vlaanderen, is een Belgisch socialistisch ziekenfonds met hoofdzetel in Kortrijk. Het is aangesloten bij het Nationaal Verbond van Socialistische Mutualiteiten.
Het ontstond op 1 januari 2003 uit de fusie van de federaties Socialistische Mutualiteit van Zuid- en Midden West-Vlaanderen Bond Moyson (309), gevestigd in Kortrijk, en Ziekenfonds Bond Moyson - Brugge Oostende (328), gevestigd in Brugge. Het fusieziekenfonds behield de hoofdzetel en het ziekenfondsnummer van de Kortrijkse federatie.
Op 1 juli 2022 veranderde het ziekenfonds van naam. Daarmee deelt het zijn naam met Solidaris Oost-Vlaanderen, Solidaris Antwerpen, Solidaris Limburg, Solidaris Brabant, Solidaris Wallonie en de landsbond Solidaris.
Tot eind 2024 was Chris Van den Bossche provinciaal secretaris, sindsdien vervult Lieven Meert die rol.